# Arthrobotrys entomopaga
Arthrobotrys entomopaga är en svampart som beskrevs av Drechsler 1944. Arthrobotrys entomopaga ingår i släktet Arthrobotrys och familjen vaxskålar.   Inga underarter finns listade i Catalogue of Life.